# Bulbul de Finlayson
Pycnonotus finlaysoni
Espèce
Répartition géographique
Statut de conservation UICN

 LC  : Préoccupation mineure
Le Bulbul de Finlayson (Pycnonotus finlaysoni) est une espèce de passereau de la famille des Pycnonotidae.

## Nomenclature
Son nom rend hommage au voyageur et naturaliste écossais George Finlayson (en) (1790-1823).

## Habitat

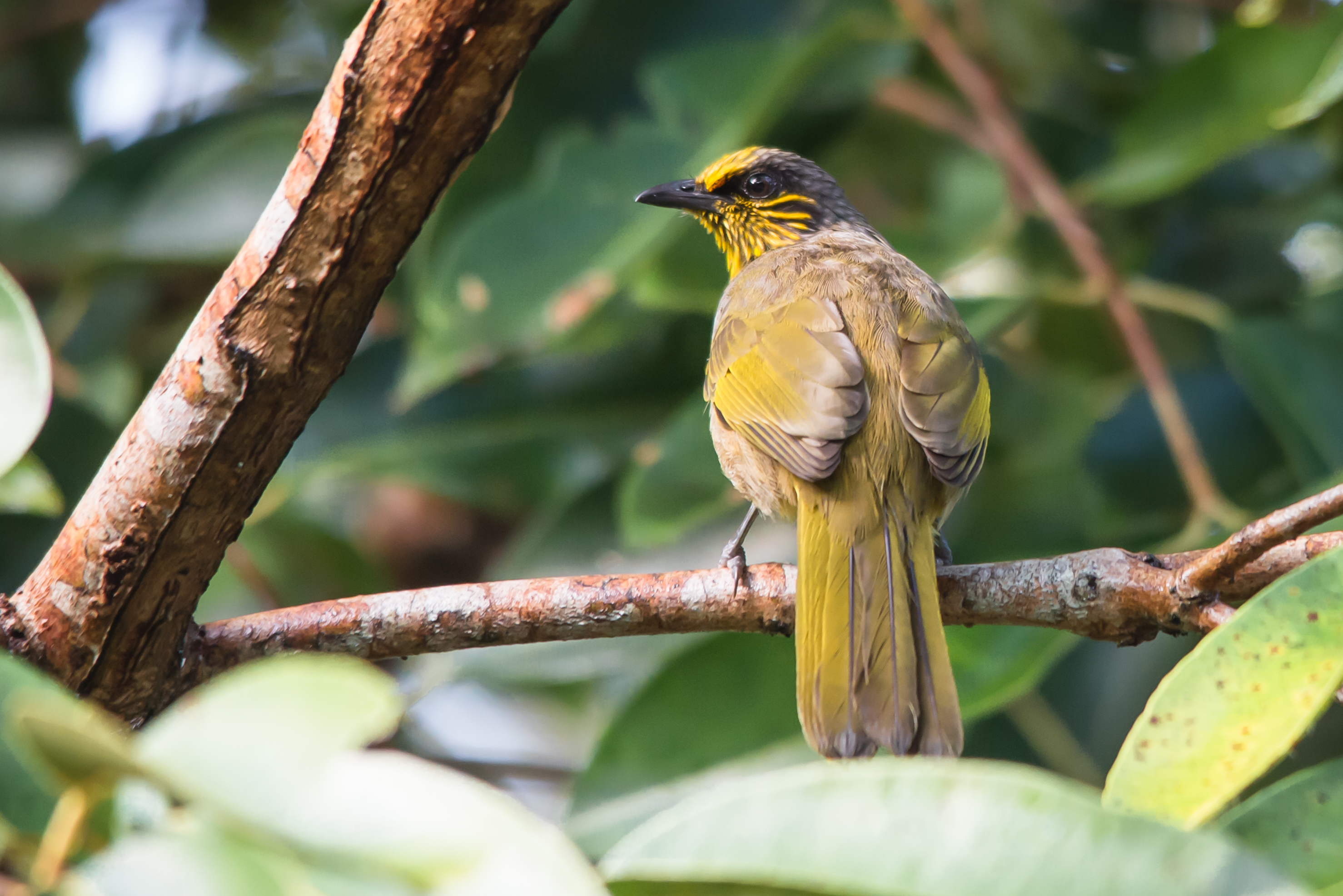
Bulbul de Finlayson, parc national de Khao Yai, Thaïlande

Son habitat naturel est les forêts des plaines et des montagnes humides subtropicales ou tropicales.

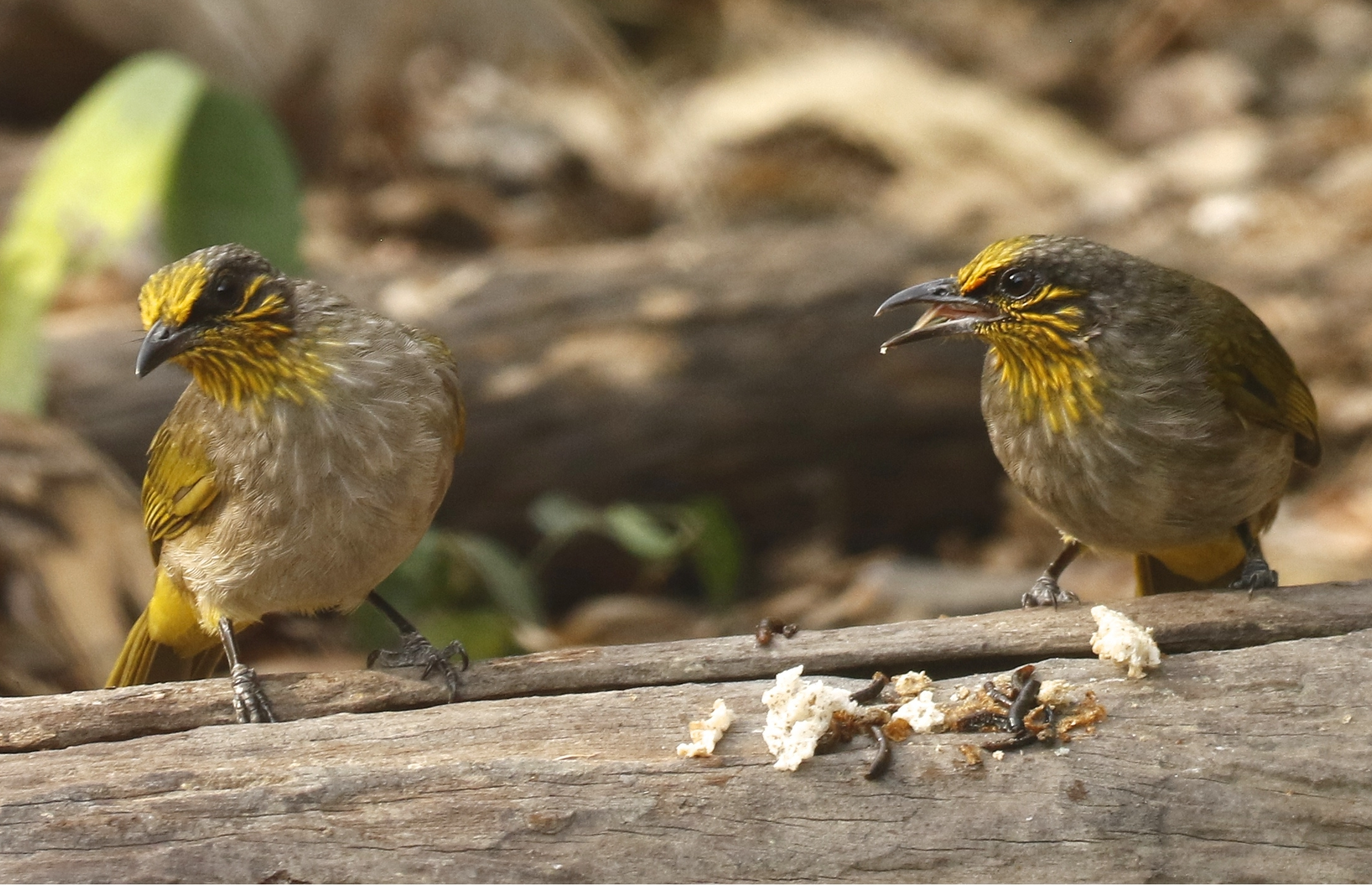
Bulbuls de Finlayson, près du parc national de Kaeng Krachan, Thaïlande